# 梅兰芳纪念馆

## 北京梅兰芳纪念馆

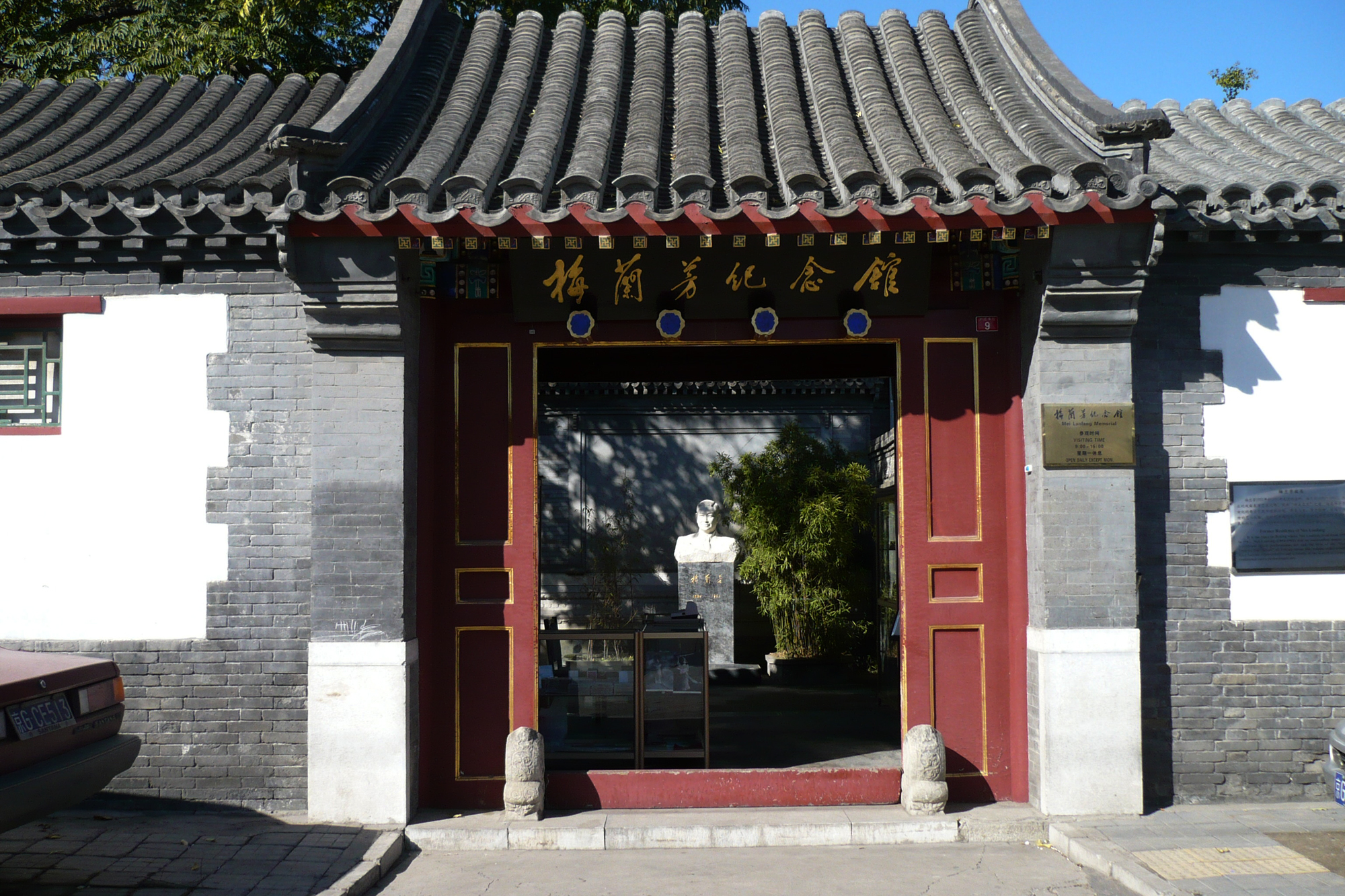
北京梅兰芳纪念馆

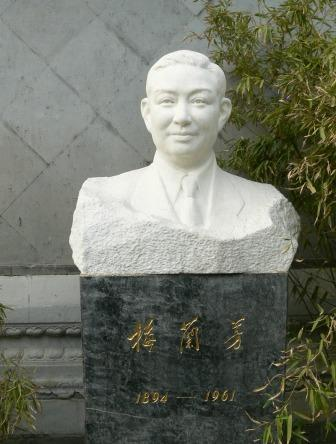
半身塑像

北京梅兰芳纪念馆位于北京市西城区护国寺街9号，是在1950年回北京定居后居住的四合院的基础上设立的一个纪念和展示梅兰芳戏剧成就的纪念馆。

## 泰州梅兰芳纪念馆
泰州梅兰芳纪念馆俗称“梅苑”，位于江苏省泰州市凤城河风景区，是在原泰州梅兰芳史料陈列馆和泰州梅兰芳公园的基础上成立的。梅兰芳祖籍泰州，这里被亲切地称为“梅乡”。1956年3月，梅兰芳携夫人及儿子梅葆玖回泰访祖演出5天，其间寻访了四代前祖辈的故居，即现在梅苑的所在地鲍坝村。
泰州梅兰芳纪念馆占地26000平方米，三面环水，风景优美，由园林区与史料陈列区组成。梅兰芳纪念馆园林区的纪念亭由著名古典园林专家陈从周设计，梅兰芳的大型汉白玉塑像出自著名雕塑大师刘开渠之手，史料区建筑由明、清两代古建筑移建而成。1985年2月，当时的中华人民共和国主席李先念为纪念馆题写了馆名。1992年1月时任中国共产党中央委员会总书记江泽民视察参观，并挥笔题词“弘扬民族优秀文化，振兴京剧艺术”。泰州梅兰芳纪念馆已被列为江苏省爱国主义教育基地、江苏省学校德育基地和泰州市爱国主义教育基地、文明单位等。